# Irische Streitkräfte
Die Streitkräfte Irlands (irisch: Óglaigh na hÉireann, IPA: [ˈoːɡɫ̪iː n̪ˠə ˈheːɾʲən̪ˠ]; engl.: Irish Defence Forces, kurz IDF) sind das Militär der Republik Irland. Der irische Name bedeutet übersetzt „Freiwillige Irlands“. Sie bestehen aus den Teilstreitkräften Heer (Irish Army, Irisch: Arm na hÉireann), Luftwaffe (Irish Air Corps, Irisch: Aer Chór na hÉireann) und Marine (Naval Service, Irisch: Seirbhís Chabhlaigh na hÉireann). Sie sind als Berufsarmee organisiert und umfassten Mitte 2019 rund 8.700 aktive Soldaten und 4000 Reservisten.

## Geschichte
Die Irish Defence Forces (Óglaigh na hÉireann) entstanden nach einer Spaltung der Irish Republican Army (IRA) im Jahr 1922 als offizielle Armee des neu gegründeten Freistaats Irland. Befehlshaber zum Gründungszeitpunkt war Michael Collins.
Im Zweiten Weltkrieg blieb Irland neutral und mobilisierte seine Reserveeinheiten. De facto gab es allerdings geheimdienstliche und militärische Kooperationen Irlands mit den Kriegsgegnern des Deutschen Reichs – dem Vereinigten Königreich und den USA.
Seit den 1950er Jahren beteiligt sich die irische Armee an vielen UN-Missionen im Ausland. Die Reserve Defence Force (RDF, Na hÓglaigh Cúltaca) ersetzte im Oktober 2005 die Vorgänger An Fórsa Cosanta Áitiúil und An Slua Muirí.
2015 beteiligte sich das Flaggschiff LÉ Eithne an der von Frontex geführten Operation Triton im südlichen Mittelmeer.

## Auftrag
Die irischen Streitkräfte haben den Auftrag, die territoriale Integrität der Republik Irland zu schützen und im Kriegsfall die Landesverteidigung zu gewährleisten. Des Weiteren nehmen sie Zivil- und Fischereischutzaufgaben wahr, unterstützen internationale UN-Missionen und leisten Amtshilfe bei Katastrophen und Unglücksfällen in Irland.

## Organisation

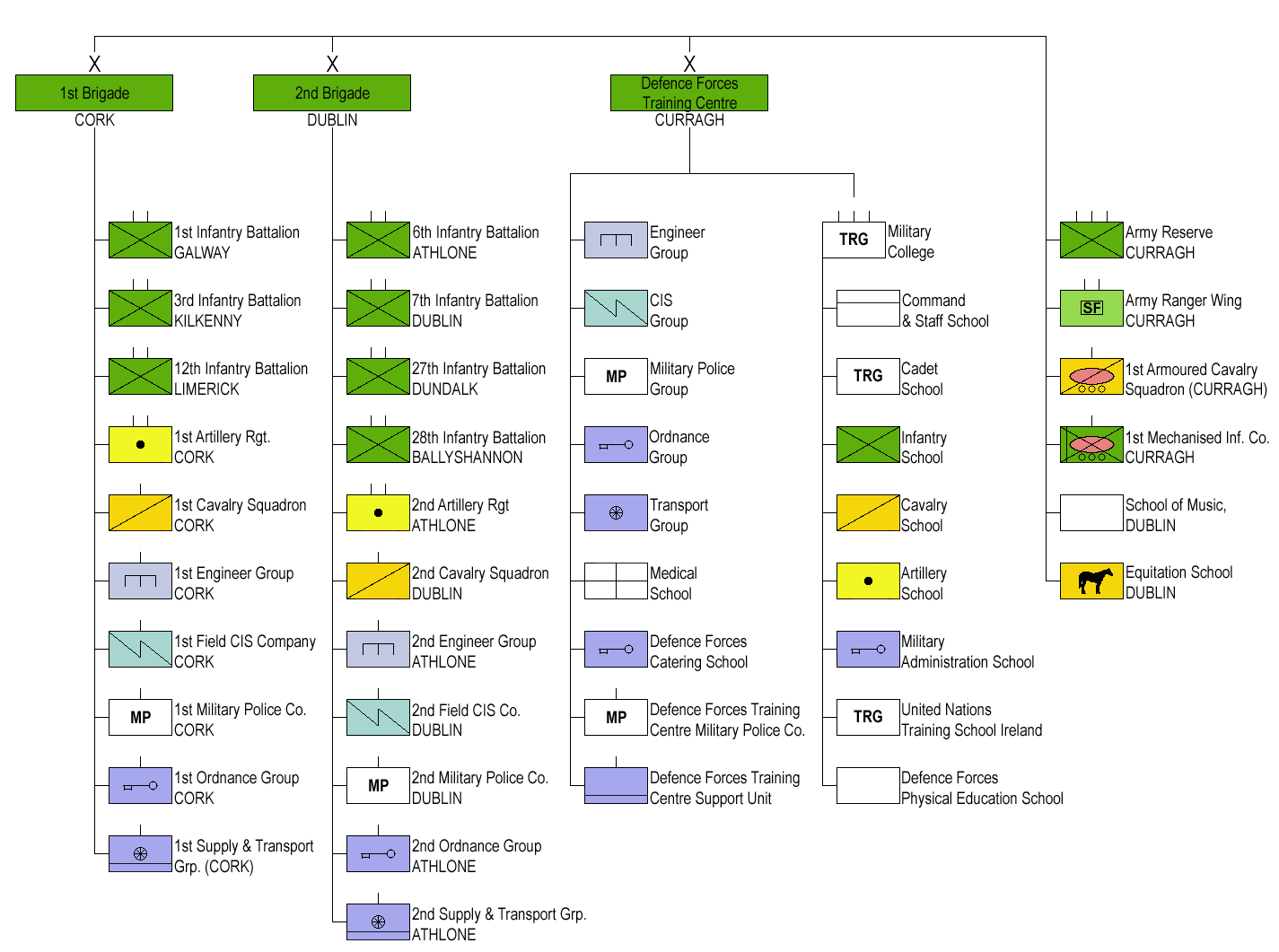
Gliederung der irischen Landstreitkräfte

Die irischen Streitkräfte sind eine der zahlenmäßig kleinsten Armeen der Europäischen Union und ihr Verteidigungshaushalt ist einer der niedrigsten der europäischen Flächenstaaten. Der geringe Anteil schwerer Bewaffnung ist zum großen Teil der Insellage des Landes zuzurechnen, die einen direkten Angriff auf das irische Territorium so gut wie unmöglich macht. Trotz dieser Einschränkungen handelt es sich bei den irischen Streitkräften um eine gut ausgerüstete und moderne Armee.
Die Irish Defence Forces gliedern sich in drei Brigaden der Landstreitkräfte, ein Trainings- und Ausbildungszentrum sowie die Marine und die Luftstreitkräfte.

### Kommandokette
Der Oberbefehlshaber der irischen Streitkräfte ist der irische Staatspräsident, zur Zeit Michael D. Higgins. Die täglichen Dienstpflichten der Armee werden vom Verteidigungsminister koordiniert und geleitet, derzeit (2025) hat Micheál Martin dieses Amt inne. Dem Verteidigungsminister ist zur Beratung und Unterstützung das sog. Council of Defence (Verteidigungsausschuss) beigeordnet; es besteht aus zwei zivilen Staatssekretären und dem Generalstabschef sowie dessen beiden Stellvertretern.
Bisherige Chefs des Generalstabes waren unter anderem:
- bis 2000: Generalleutnant David Stapleton
- 2000–2004: Generalleutnant Colm Mangan
- 2004–2007: Generalleutnant James Sreenan
- 2007–2010: Generalleutnant Dermot Earley
- 2010–2013: Generalleutnant Sean McCann
- 2013–2015: Generalleutnant Conor O’Boyle
- 2015–2021: Vizeadmiral Mark Mellett[5]
- seit 2021: Generalleutnant Seán Clancy

### Teilstreitkräfte

#### Heer

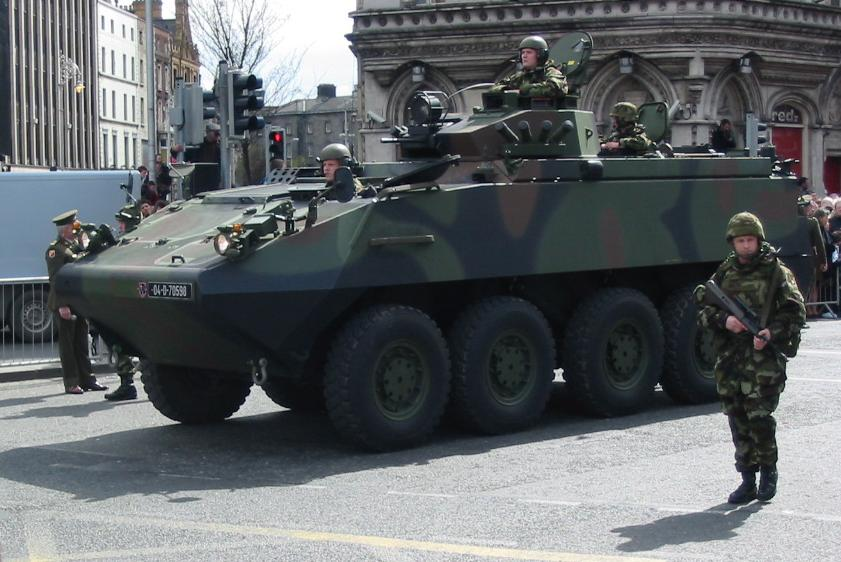
Mowag Piranha

Das Heer umfasste 2016 rund 7.300 Soldaten (7.520 Sollstärke) und gliedert sich in zwei Infanterie-Brigaden. Die 1st (Southern) Brigade umfasst drei Bataillone, die 2nd (Northern) Brigade in Dublin vier. Beide Brigaden haben außerdem einen Feldartillerieverband, ausgerüstet mit leichten Feldgeschützen L118 105mm, und Unterstützungskräfte in Kompaniestärke.
Das Heer verfügt über folgende gepanzerte Fahrzeuge:
- AML 20 und AML 90 (33 Stück)
- Scorpion (14 Stück)
- Mowag Piranha IIIH 8×8 (65 Stück)

Teil der Streitkräfte ist die Spezialeinheit Army Ranger Wing (Sciathán Fianóglach an Airm). Die Truppenstärke dieser Eliteeinheit wird geheim gehalten.

#### Marine

Emblem des Naval Service

Die Hauptaufgabe des 1.094 (2016) Mann starken Naval Service sind der Fischereischutz und die Überwachung der irischen Hoheitsgewässer. Die Ausrüstung der Marine ist auf diesen Zweck zugeschnitten.
An der Spitze der Marine steht der Flag Officer Commanding the Naval Service (FOCNS) im Range eines Kommodore. Der einzige Stützpunkt und das Hauptquartier befinden sich auf Haulbowline Island im Cork Harbour. Dort befinden sich auch die Marineschule, das operative und das Unterstützungskommando. Die Marine verfügt über eine Flottille mit sechs Schiffen, von denen zwei im Einsatz sind (Stand 2023). Die Schiffsnamen tragen das Präfix LÉ (Long Éireannach, „Schiff Irlands“).

##### Einheiten
| Schiffsklasse    | Foto             | Herkunft               | Schiffe                                                                                                 | Verdrängung      | Anmerkungen |                  |
| Patrouillenboote | Patrouillenboote | Patrouillenboote       | Patrouillenboote                                                                                        | Patrouillenboote | Patrouillenboote | Patrouillenboote |
| ---------------- | ---------------- | ---------------------- | --- | ---------------- | --- | ---------------- |
| Samuel Beckett   |                  | Vereinigtes Königreich | LÉ Samuel Beckett (P61) LÉ James Joyce (P62) LÉ William Butler Yeats (P63) LÉ George Bernard Shaw (P64) | 2256 t           | |                  |
| Róisín           |                  | Vereinigtes Königreich | LÉ Róisín (P51) LÉ Niamh (P52)                                                                          | 1500 t           | |                  |
| Lake             |                  | Neuseeland             | LÉ Aoibhinn (P71) LÉ Gobnait (P72)                                                                      | 340 t            | Die Einheiten waren als HMNZS Pukaki und HMNZS Rotoiti von 2009 bis 2019 in Dienst und wurden an Irland 2022 verkauft. Die Einheiten wurden am 04. September 2024 in Dienst gestellt. |                  |

#### Ehemalige Schiffe
| Schiffsklasse    | Foto             | Herkunft               | Schiffe                      | Verdrängung      | Anmerkungen                                                                             |                  |
| Patrouillenboote | Patrouillenboote | Patrouillenboote       | Patrouillenboote             | Patrouillenboote | Patrouillenboote                                                                        | Patrouillenboote |
| ---------------- | ---------------- | ---------------------- | ---------------------------- | ---------------- | --------------------------------------------------------------------------------------- | ---------------- |
| Eithne           |                  | Irland                 | LÉ Eithne (P31)              | 1960 t           | ehemaliges Flaggschiff, mit Hubschrauberlandedeck (Außerdienststellung am 8. Juli 2022) |                  |
| Peacock          |                  | Vereinigtes Königreich | LÉ Orla (P41) LÉ Ciara (P42) | 712 t            | ehemalige Einheiten der britischen Marine (Außerdienststellung am 8. Juli 2022)         |                  |

#### Luftwaffe
Die irische Luftwaffe (Air Corps) hat (Stand Anfang 2024) keine eigenen Kampfflugzeuge.
Die Aufgaben des 2016 etwa 700 Personen (886 Sollstärke) umfassenden Air Corps bestehen hauptsächlich in der Unterstützung des Heeres und dem Transport von Personen und Material. Der National Army Air Service wurde 1922 gegründet und hatte zu dieser Zeit den Flughafen Baldonnel als Basis. Erste Kommandanten waren die Piloten T. W. McSweeney und C.F. Russell. 1924 erfolgte die Umbenennung in Army’s Air Corps. Während des Zweiten Weltkriegs war das Corps nicht in Kampfhandlungen verwickelt. Seit der Stilllegung ihrer 7 Fouga Magister im Jahr 1998 verfügt das Corps über keine strahlgetriebenen Kampfflugzeuge mehr. Sie betreibt folgende Flugzeugtypen und Hubschrauber:

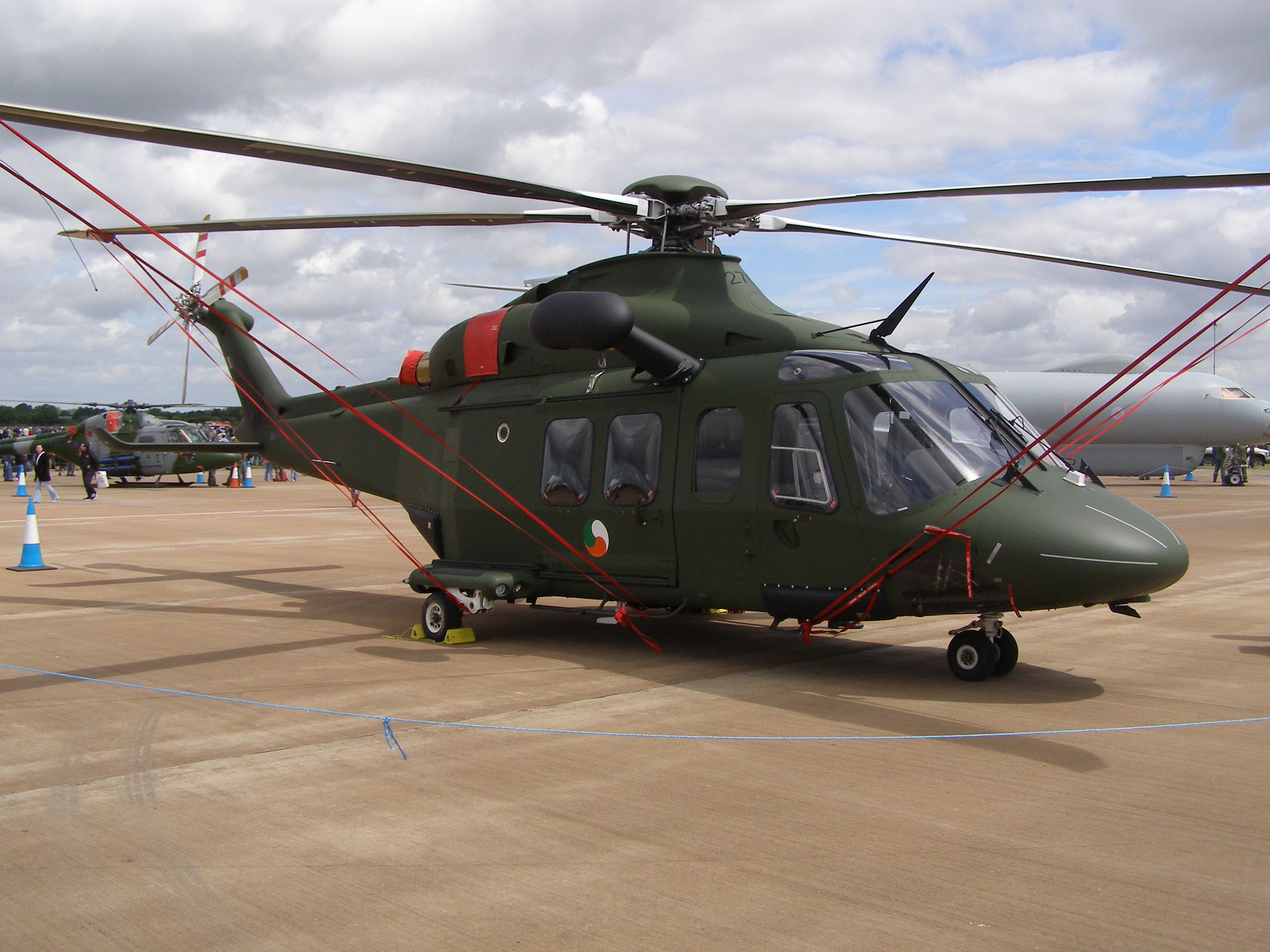
AW139 des Irish Air Corps

| Typ                         | Herkunft               | Funktion              | Version                  | Aktiv | Bestellt | Bemerkungen                |
| --------------------------- | ---------------------- | --------------------- | ------------------------ | ----- | -------- | -------------------------- |
| CASA CN-235                 | Spanien                | Seefernaufklärer      |                          | 2     |          |                            |
| Airbus C-295                | Spanien                | Transportflugzeug     | 2 × C-295MSA 1 × C-295MW | 1     | 2        | [ 15 ]                     |
| Pilatus PC-12               | Schweiz                | Transportflugzeug     | PC-12NG                  | 4     |          |                            |
| Pilatus PC-9                | Schweiz                | Schulflugzeug         | PC-9M                    | 8     |          |                            |
| AgustaWestland AW139        | Italien                | Mehrzweckhubschrauber |                          | 6     |          |                            |
| Airbus Helicopters EC135 T2 | Deutschland            | Mehrzweckhubschrauber |                          | 2     |          | Werden durch H145M ersetzt |
| Airbus Helicopters EC135 P2 | Deutschland            | Mehrzweckhubschrauber |                          | 2     |          | Werden durch H145M ersetzt |
| Airbus Helicopters H145M    | Deutschland            | Mehrzweckhubschrauber |                          |       | 4        |                            |
| Learjet 45                  | Kanada                 | VIP-Transport         |                          | 1     |          |                            |
| PBN Defender                | Vereinigtes Königreich | Garda Air Support     | 4000                     | 1     |          |                            |

Ehemalige Luftfahrzeuge
- Beechcraft Super King Air 200
- Cessna 172H
- Gulfstream Aerospace GIV
- Eurocopter AS 355N
- Fouga Magister

#### Reserveeinheiten
Zusätzlich zur Berufsarmee gibt es noch die Reserve Defence Force, die aus der Army Reserve (Irisch: Cúltaca an Airm) und der Naval Service Reserve (NSR, Cúltaca na Seirbhíse Cabhlaigh) besteht, die im Kriegsfall mobilisiert werden können und aus Freiwilligen bestehen. Zusammen umfassten beide Reservekräfte im Jahr 2018 etwa 4.000 Männer und Frauen.